# 廖寒飞
廖寒飞（1912年—1952年1月3日），原名廖家珍，化名廖福源。曾用钟绍成、廖福源、石子云、景华、鲁楠等。四川省璧山县（今重庆市璧山区）丁家坳人，中华人民共和国政治人物。

## 生平

### 民国时期
自幼在丁家镇读私塾和小学。1927年春，考入璧山县立中学。1929年冬中学毕业后，随教师李亚群去成都，考入四川大学中文系。在此期间，廖寒飞参加了成都市时事出版社并任常务理事。11月又参加了成都反帝大同盟。12月加入中国共产党。1931年底，担任成都市反帝大同盟执行委员会委员兼南区分会主席。他在组织和领导成都市学生运动。1932年春，调任中共成都市南区工委书记。同年秋，任中共成都市委组织部长，后又代理市委书记。1943年春，领导重庆地区革命活动的中共江、巴特支书记李烈光被捕，重庆的地下党组织遭到破坏。中共四川省工委遂于当年5月派廖寒飞到重庆做恢复和重建党的工作。他到重庆后，化名廖福源，找到了中共川东特委，被委为中共重庆市特支书记。并通过有关人士的介绍，安排在刘湘创办的铜元局兵工厂工作。同年10月30日，廖寒飞进城向川东特委汇报工作，由于遭人举报被捕，关押在重庆市太平门仁和湾的反省院里。1936年12月12日西安事变后，国民党接受了与中共合作抗日的条件，廖寒飞被释放出狱。
1937年2月，廖寒飞经难友张秀熟的推荐，到宜宾工作，中共川南工委建立后，廖担任组织部长和宜宾特支书记。他领导出版了以宣传抗日救亡为主要内容的《边疆新闻》报和《后盾周刊》杂志。同年7月，川南工委撤销，成立宜宾中心县委。廖寒飞任书记。8月，廖组织了宜宾抗日歌咏团。后开设了平凡书店，大量推销《生活周刊》、《国难三日刊》、《国家与革命》等进步书刊。又组织“宜宾抗日剧团”，演出了《古城怒吼》、《塞上风云》等剧。还组织中华民族解放先锋队，发展一百余名队员。当年8月调任中共自贡中心县委书记。1939年冬，改任嘉定中心县委书记和中共川康特委委员。1941年秋，奉调延安中央党校学习。1945年抗日战争胜利，廖寒飞调华北解放区工作。任热河省人民政府民政厅秘书长，1946年担任隆化县县长。

### 共和国时期
1949年初，任中共察哈尔省委副秘书长。同年秋，调任中共张家口市委宣传部长。1950年1月，调任中央人民政府政务院秘书厅秘书处处长，并担任政务院机关节约委员会的领导工作。1951年4月，任政务院机关事务管理局副局长兼中共政务院直属机关委员会副书记。12月12日突患脑溢血，经多方医治无效，于1952年1月3日在北京医院病逝，时年40岁。周恩来参加了廖寒飞的追悼会。